# Samuel (cantante)
Samuel, pseudonimo di Samuel Umberto Romano (Torino, 7 marzo 1972), è un cantautore italiano.
È  frontman del gruppo musicale Subsonica, in cui è anche compositore e autore dei testi delle canzoni insieme a Massimiliano Casacci e Boosta.

## Biografia
Cresciuto nel quartiere torinese di Barriera di Milano, ha iniziato a cantare molto presto, scrivendo la prima canzone all'età di otto anni.
Terminato il liceo, si è iscritto alla facoltà di Biologia, lasciando tuttavia successivamente gli studi per dedicarsi all'attività artistica.

## Carriera

### Esordi e nascita dei Subsonica
Il cantante inizialmente si esibì con la Hisonz Street Band, poi fece parte della prima formazione degli Amici di Roland insieme al tastierista Boosta; tempo dopo i due lasciarono il gruppo per unirsi a Max Casacci, con lo scopo di registrare un EP. Firmato un accordo con la casa discografica Mescal, insieme a Ninja e Pierfunk, Samuel diventa il frontman dei Subsonica.

### Motel Connection
Nel 2002/2003, durante la registrazione del terzo album dei Subsonica Amorematico, Samuel aiutato dal dj set Krakatoa iniziò il progetto Motel Connection, un progetto parallelo insieme a Pisti e Pierfunk (che lasciò i Subsonica durante il periodo di Microchip emozionale).

### Solista

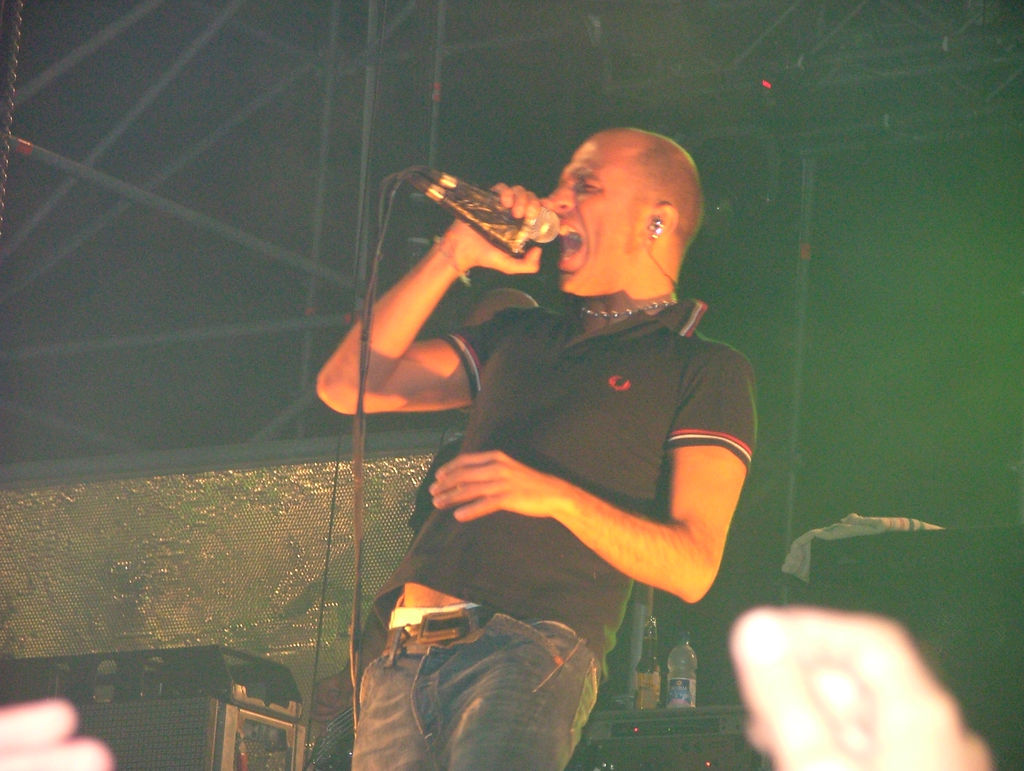
Samuel nel 2005